# Khaldoon Al Mubarak
Pour les articles homonymes, voir Moubarak (homonymie).
Khaldoon Khalifa Al Mubarak (né en 1975 ou 1976,,) est un homme d'affaires émirati.

## Biographie
Khaldoon Al Mubarak est né à Abou Dabi, aux Émirats arabes unis, en 1975. Le père de Khaldoon, Khalifa Ahmed Abdulaziz Al-Mubarak, était diplomate et ambassadeur des Émirats arabes unis en France. Il a été assassiné à Paris en 1984, par le groupe terroriste Abu Nidal. Khaldoon n'avait alors que 6 ans.
Khaldoon fait ses études aux États-Unis, à l'université Tufts de Boston (Massachusetts), où il obtient un diplôme en économie et finance,. Il commence sa carrière à la compagnie pétrolière nationale d'Abou Dabi. Il occupe ensuite diverses fonctions au sein du Groupe d'investissements des Émirats arabes unis, avant d'être vice-président exécutif de Dolphin Energy. Il est en 2010 président-directeur général de la Mubadala Development Company, siège dans plusieurs conseils d'administration, est membre du conseil exécutif de l'émirat d'Abou Dabi et président de l'Autorité exécutive des affaires. Il est membre du Groupe uni d'Abou Dabi.
À cette période, il est également président du club de football Manchester City depuis son rachat par le Groupe uni d'Abou Dabi en septembre 2008, succédant à l'homme d'affaires thaïlandais Thaksin Shinawatra.
Al Mubarak gère des intérêts dans des projets miniers en Amérique du Sud, en particulier en Colombie, comme il dirige Mubadala Investment Group, la société qui possède Minesa, une société créée en 2013. Afin d'obtenir le permis d'exploitation, du gouvernement colombien, pour extraire l'or du Páramo de Santurbán, province de Soto Norte, département de Santander, avec des réserves calculées dans le sous-sol d'environ neuf millions d'onces. Malgré les avantages qui découleraient du paiement de redevances à l'État et de la création possible de centaines d'emplois directs et indirects, il y a eu une opposition farouche des écologistes et des dirigeants politiques de la région en raison de la menace posée par la contamination de la réserve d'eau qui nourrit plus de quatre millions d'habitants, produit d'une éventuelle mauvaise gestion que Minesa donne aux résidus de cyanure et mercure nécessaires pour extraire l'or en plus de la destruction de l'écosystème de páramo, devenant même un sujet d'intérêt national et international. Cependant, l'investissement réalisé dans le pays au cours des années 2010, cherchant la faveur du gouvernement et des secteurs productifs du pays en faveur de l'exploitation du páramo, est mis en péril car la demande de Minesa est déposée par le National Environmental Licensing Authority (ANLA en espagnol), déclarant défectueuse l'étude d'impact environnemental dans la zone réalisée par la société minière. Après une procédure d'appel de Minesa, l'ANLA a ordonné en janvier du 2021 le dossier final du permis environnemental du méga-projet minier.

## Sports

### Sport automobile
Al Mubarak, le président de la Abu Dhabi Motor Sport Management Company (ADMM), a cherché à introduire des courses automobiles dans la région et a négocié le dispositif de course Grand Prix automobile d'Abou Dabi de Formule 1 avec la FIA,. L'accord a été annoncé publiquement au début de 2007 au festival Abu Dhabi F1 aux Émirats arabes unis.

### Football
Début septembre 2008, après des négociations dirigées par l'homme d'affaires né à Dubaï, Suleïman al-Fahim représentant Abou Dabi, les propriétaires du club de football anglais de Premier League Manchester City, dont son président Thaksin Shinawatra, ont accepté de vendre l'intégralité de leurs actions à Cheikh Mansour ben Zayed Al Nahyane d'Abou Dabi.
L'accord est conclu le 23 septembre 2008 et les actions sont transférées à Abu Dhabi United Group, un groupe d'investissement de capitaux basé aux Émirats arabes unis et détenu par Cheikh Mansour, dans un accord qui fut à la fois salué et interrogé par certains observateurs.
Le nouveau propriétaire nomme Al Mubarak président du conseil d'administration du club, et Garry Cook directeur général. En 2011, Gary Cook démissionne et est remplacé par Ferran Soriano,.
En battant Stoke City F.C. 1-0 en finale le 14 mai 2011, Man City remporte la Coupe F.A., mettant fin à une disette de trophée de 35 ans. Manchester City devient champion de Premier League le 13 mai 2012, avec deux buts marqués dans le temps additionnel lors du dernier match de la saison, joué dans leur stade à domicile, et dans une ambiance proche de l'anarchie. Le club est couronné du titre majeur pour la première fois depuis la saison 1967-68. Les finances du club subissent une perte de 98 millions de livres sterling en 2011-2012 , mais s'améliorent avec un bénéfice de 11 millions de livres sterling en 2014-2015, puis un bénéfice de 20,5 millions de livres sterling avec des revenus "record" de 398,1 millions de livres sterling au cours de la saison 2015-2016,.
Mubarak est également président du City Football Group depuis 2013, une société holding qui investit et supervise un certain nombre d'entreprises internationales liées au football, notamment le FC de Manchester City, le New York City FC, le Mumbai City FC et le Melbourne City FC. En 2019, ManCity Football Group, sous sa supervision, a choisi de vendre une participation de 10 % à la firme d'investissement américaine Silver Lake pour 500 millions de dollars, ce qui élève le capital du groupe à près de cinq milliards de dollars.

#### Controverses
En 2018, un rapport du magazine allemand Der Spiegel, sur la base de courriels et de documents internes divulgués, a affirmé que le groupe Abu Dhabi United (ADUG) de Sheikh Mansour avait financé directement les paiements de parrainage. Afin de contourner les réglementations du fair-play financier, les propriétaires émiratis ont viré de l'argent à des compagnies sponsors implantées aux Émirats arabes unis, dont Etihad Airways et Aabar Investment, qui ont ensuite transféré l'argent au club. Les comptes d'ADUG étaient gérés par l'agence gouvernementale d'Abou Dabi de Mubarak, Executive Affairs Authority (EAA). En outre, les flux d'argent du gouvernement vers l'équipe ont été approuvés par Mubarak. Simon Pearce, un Australien qui a travaillé chez EAA, était une figure clé dans de tels arrangements et entretiens entre Abou Dabi et ManCity. Avant d'effectuer des transferts de plusieurs millions d'euros au club, Pearce était obligé de demander l'autorisation du président, Mubarak qui aurait approuvé toutes les transactions.
Par ailleurs, en novembre 2018, Amnesty International a accusé les propriétaires émiratis de Manchester City de tenter effrontément de redorer l'image d'Abou Dabi, par l'investissement dans le sport (« sportswash»).
En janvier 2019, Manchester City a refusé de répondre à l'UEFA à propos des allégations selon lesquelles ils ont violé les règles financières et ont trompé l'organisme de réglementation, affirmant que les accusations sont fondées sur des courriels «piratés ou volés». En mars 2019, l'UEFA a ouvert l'enquête sur la violation présumée des règles du fair-play financier par le propriétaire de City et le président. En février 2020, le club a été interdit de la Ligue des champions pendant deux ans, avec une amende de 30 millions d'euros. Cependant, en juillet 2020, le tribunal d'arbitrage pour le sport (CAS) a levé l'interdiction et a réduit l'amende à 10 millions d'euros, déclarant que la majorité des violations étaient « non établies ou prescrites ». En avril 2022, les e-mails divulgués ont été republiés par Der Spiegel et selon le rapport, Manchester City a été examiné par la Premier League sur trois chefs d'accusation : faire pression sur les joueurs mineurs pour qu'ils signent avec le club, déguiser l'argent du propriétaire sous forme de paiements par les sponsors et avoir rémunéré Roberto Mancini par le biais du club d'Al Jazira pour un rôle de consultant dont les honoraires étaient supérieurs à son salaire d'entraîneur à Manchester City.